# Cathédrale du Sacré-Cœur-de-Jésus de Rēzekne
Pour les articles homonymes, voir Cathédrale du Sacré-Cœur.
La cathédrale du Sacré-Cœur-de-Jésus est la cathédrale catholique du diocèse de Rēzekne-Aglona (Lettonie), érigé en 1995.

## Histoire
L'église du Sacré-Cœur a été construite en rase campagne à l'époque pour et par la petite communauté polonaise de la ville, alors à majorité juive, entre 1887 et 1902. Elle a été finalement consacrée en 1904. Elle est de style néo-roman pour l'intérieur et la façade en briques peintes, mais son clocher altier et ses ailettes caractéristiques de la région et de l'époque sont de style néo-gothique tardif (exception faite de la couverture haute qui est plutôt de style néo-classique).
Après l'indépendance de la Lettonie, les diocèses catholiques ont été réorganisés et l'église catholique restaurée de Rēzekne est devenue la nouvelle cathédrale du diocèse.

## Vie de la cathédrale
Depuis que l'église est devenue siège de l'évêché dirigé par l'évêque diocésain, Monseigneur John Bula, elle est le lieu de cérémonies importantes. Des confirmations y ont lieu et au moins une fois par an l'évêque ordonne les nouveaux prêtres de son diocèse. 
La chorale du Sacré-Cœur de Jésus y donne de fréquents concerts accompagnés de l'orgue (chant choral, musique de chambre, concerts). La cathédrale accueille de nombreux artistes lettons et de renommée mondiale, tels que l'organiste Iveta Apkalna, le chanteur d'opéra Latgalian Krisjanis Norvelis, la soliste Hélène Borel, la chanteuse d'opéra Ingus Peterson et beaucoup d'autres. 
Le concert Ziemmassvētku est devenu une tradition bien ancrée, patronnée par l'organiste Induur Rezekne. Il présente des chorales scolaires, des ensembles vocaux et des orchestres. 
Depuis 2010, la cathédrale programme les « Orgues du Jour Latgale », un festival ouvert aux organistes débutants. 
La cathédrale est aussi un lieu de recueillement. Son clergé y a accueilli des officiels pour des cérémonies officielles, comme les anciens présidents de l'État letton : Karlis Ulmanis, Vaira Vike-Freiberga, Valdis Zatlers et l'actuel président Andris Berzins.
La cathédrale peut être considérée comme un lieu modèle de la réconciliation nationale depuis l'indépendance du pays et la chute de l'URSS. Peu de sujets de discorde sont apparus entre la sphère politique d'une part et la sphère religieuse d'autre part. Les seules difficultés que l'on puisse citer sont au sujet de la restauration du bâtiment et les expropriations d'après 1917. Une partie des annexes ont été saisies par l'État dont une portion importante de l'ancien cimetière (tombes disposées aux abords de l'église les premières années après la consécration). Un débat est en cours concernant les habitations construites depuis lors. Les partisans de la restauration d'origine s'opposent à ceux favorables au statu quo en matière de rétablissement des droits. Le projet de reconstitution du cimetière, s'il est adopté, prévoit la démolition d'une partie du quartier limitrophe.
Depuis 1991, d'autres bâtiments de l'ère soviétique ont été démolis. Il ne s'agissait que de hangars ou ateliers collectif et pas d'habitations. Un morceau de mur reste en place destiné au souvenir de l'oppression stalinienne.